# Medernach
Medernach é uma comuna do Luxemburgo, pertence ao distrito de Diekirch e ao cantão de Diekirch.

## Demografia
Dados do censo de 15 de fevereiro de 2001:
- população total: 967
  - homens: 498
  - mulheres: 469

- densidade: 61,83 hab./km²

- distribuição por nacionalidade:

| Nacionalidade  | População | %      |
| -------------- | --------- | ------ |
| luxemburgueses | 590       | 61,01% |
| estrangeiros   | 377       | 38,99% |
| - portugueses  | 265       | 27,40% |
| - franceses    | 16        | 1,65%  |
| - italianos    | 10        | 1,03%  |
| - belgas       | 6         | 0,62%  |
| - alemães      | 26        | 2,69%  |
| - iuguslavos   | 1         | 0,10%  |
| - outros       | 53        | 5,48%  |

- Crescimento populacional:

| Ano        | População |
| ---------- | --------- |
| 15/02/2001 | 967       |
| 01/01/2002 | 979       |
| 01/01/2003 | 985       |
| 01/01/2004 | 1.000     |
| 01/01/2005 | 1.029     |